# Rzystnowo
Rzystnowo – (niem. Rissnow) wieś w Polsce położona w województwie zachodniopomorskim, w powiecie goleniowskim, w gminie Przybiernów.
W roku 1618 w miejscowości spalono na stosie kobietę oskarżoną o czary. Żona chłopa o nazwisku Bugdan, która przed śmiercią została wskazana przez skazaną jako współwinną, została ujęta i poddana torturom, w wyniku których zmarła. Do ostatnich chwil życia zapewniała o swojej niewinności.
W latach 1975–1998 miejscowość administracyjnie należała do województwa szczecińskiego.